# Tokyrau (stacja kolejowa)
Tokyrau (kaz. Тоқырау, ros. Токырау) – stacja kolejowa w rejonie Aktogaj, w obwodzie karagandyjskim, w Kazachstanie. Położona jest na linii Mojynty – Aktogaj, na trasie Nowego Jedwabnego Szlaku. Leży wśród stepów, w oddaleniu od skupisk ludzkich, w pobliżu jeziora Bałchasz.